# Hermann Gisin
Hermann Gisin, né le 11 mars 1917 à Montreux (Vaud) et mort le 16 août 1967 à Genève, est un entomologiste suisse. Il travaille au Muséum d'histoire naturelle de Genève de 1943 à 1967 où il étudie les collemboles et les protoures.

## Taxons dédiés
Plusieurs genres sont dédiés à Hermann Gisin :
- Gisinianus Betsch, 1977
- Gisinurus Dallai, 1970
- Gisinea Massoud, 1965

Ainsi que les espèces suivantes :
- Acerentulus gisini Condé, 1952
- Arrhopalites gisini Nosek, 1960
- Brachychthonius gisini Schweizer, 1948, désormais Liochthonius gisini (Schweizer, 1948)
- Cryptopygus gisini Massoud & Rapoport, 1968, désormais Mucrosomia gisini (Massoud & Rapoport, 1968)
- Cyphoderus gisini Gruia, 1967
- Deutonura gisini Deharveng, 1982
- Entomobrya gisini Christiansen, 1958
- Eosentomon gisini Nosek, 1967
- Hypogastrura gisini Strenzke, 1954
- Isotomodes gisini da Gama, 1963
- Odontella gisini da Gama, 1961, désormais Superodontella gisini (da Gama, 1961)
- Onychiurus gisini Haybach, 1960, désormais Protaphorura gisini (Haybach, 1960)
- Proisotoma gisini da Gama, 1964
- Pseudosinella gisini Christiansen, 1960
- Sminthurinus gisini da Gama, 1965
- Tetracanthella gisini Cassagnau, 1959
- Tullbergia gisini Selga, 1963, désormais Fissuraphorura gisini (Selga, 1963)
- Xenylla gisini Cardoso, 1968

## Taxons décrits
Hermann Gisin a décrit deux genres de collemboles :
- Fasciosminthurus Gisin, 1960
- Ancistracanthella Gisin, 1949

Une espèce de pauropodes :
- Asphaeridiopus trilobatus Gisin, 1947, considéré comme nomen nudum[1]

Ainsi que 231 espèces, sous-espèces et formes de collemboles et de protoures :
- Acerentulus confinis alpinus Gisin, 1945
- Acerentulus filisensillatus Gisin, 1945
- Acherontiella xenylliformis Gisin, 1951
- Ancistracanthella simoneti Gisin, 1949
- Anurida comellinii Gisin, 1949
- Anurida germanica Gisin, 1951
- Anurida sensillata Gisin, 1953
- Anurida uniformis Gisin, 1953
- Arrhopalites acanthophthalmus Gisin, 1958
- Arrhopalites cochlearifer Gisin, 1947
- Arrhopalites secundarius Gisin, 1958
- Arrhopalites sericus Gisin, 1947
- Arrhopalites terricola Gisin, 1958
- Bourletiella claviger Gisin, 1958
- Bourletiella diffusa Gisin, 1962
- Bourletiella flava Gisin, 1946
- Bourletiella lutea Gisin, 1946
- Bourletiella mixta Gisin, 1946
- Bourletiella nonlineata Gisin, 1946
- Bourletiella pistillum Gisin, 1946
- Bourletiella radula Gisin, 1946
- Bourletiella setigera Gisin, 1961
- Brachystomella curvula Gisin, 1948
- Brachystomella nubila Gisin, 1957
- Eosentomon armatum delicatum Gisin, 1945
- Folsomia agrelli Gisin, 1944
- Folsomia bisetosa Gisin, 1953
- Folsomia kerni Gisin, 1948
- Folsomia nana Gisin, 1957
- Folsomia setosa Gisin, 1953
- Hypogastrura armatissima Gisin, 1958
- Hypogastrura crassaegranulata burgundiana Gisin, 1960
- Hypogastrura emucronata sexoculata Gisin, 1947
- Hypogastrura engadinensis Gisin, 1949
- Hypogastrura exigua Gisin, 1958
- Hypogastrura franzi Butschek & Gisin, 1949
- Hypogastrura lawrencei Gisin, 1963
- Hypogastrura monstruosa Gisin, 1949
- Hypogastrura occidentalis Gisin, 1958
- Hypogastrura papillata Gisin, 1949
- Hypogastrura parva Gisin, 1949
- Hypogastrura quadripunctata Gisin, 1944
- Hypogastrura quinquesetosa Gisin, 1958
- Hypogastrura ripperi Gisin, 1952
- Hypogastrura succinea Gisin, 1949
- Isotomiella media Gisin, 1948
- Isotomiella paraminor Gisin, 1942
- Isotomina caeca Gisin, 1960
- Isotomina exilis Gisin, 1960
- Lepidocyrtus fimetarius Gisin, 1964
- Lepidocyrtus flexicollis Gisin, 1965
- Lepidocyrtus pseudosinelloides Gisin, 1967
- Micranurida forsslundi Gisin, 1949
- Micranurida handschini Gisin, 1944
- Neanura caeca Gisin, 1963
- Neanura decolorata da Gama & Gisin, 1964
- Neanura dextra Gisin, 1954
- Neanura eburnea Gisin, 1963
- Neanura giselae Gisin, 1950
- Neanura kuehnelti Gisin, 1954
- Neanura minuta Gisin, 1963
- Neanura stachi Gisin, 1952
- Odontella caeca Gisin, 1952
- Onychiurus antheuili aelleni Gisin, 1960
- Onychiurus antheuili thesauri Gisin, 1960
- Onychiurus arans Gisin, 1952
- Onychiurus armatus quadriocellatus Gisin, 1947
- Onychiurus arminiarius Gisin, 1961
- Onychiurus austriarius Gisin, 1962
- Onychiurus bergamarius Gisin, 1956
- Onychiurus bicampatus Gisin, 1956
- Onychiurus boneti Gisin, 1953
- Onychiurus bosnarius Gisin, 1964
- Onychiurus campatus Gisin, 1952
- Onychiurus cancellatus Gisin, 1956
- Onychiurus cebennarius Gisin, 1956
- Onychiurus circulans Gisin, 1952
- Onychiurus cribrosus Gisin, 1957
- Onychiurus defensarius Gisin, 1964
- Onychiurus dissimulans Gisin, 1952
- Onychiurus dunarius Gisin, 1956
- Onychiurus eichhorni Gisin, 1954
- Onychiurus fimatus Gisin, 1952
- Onychiurus fistulosus Gisin, 1956
- Onychiurus franconianus Gisin, 1961
- Onychiurus gigoni Gisin, 1962
- Onychiurus glebatus Gisin, 1952
- Onychiurus handschini strinatii Gisin, 1963
- Onychiurus haybachae Gisin, 1962
- Onychiurus heterodoxus Gisin, 1964
- Onychiurus hortensis Gisin, 1949
- Onychiurus humatus Gisin, 1952
- Onychiurus illaboratus Gisin, 1952
- Onychiurus inferni Gisin, 1956
- Onychiurus insinuans Gisin, 1952
- Onychiurus insubrarius Gisin, 1952
- Onychiurus islandicus Gisin, 1960
- Onychiurus jubilarius Gisin, 1957
- Onychiurus jugoslavicus Gisin, 1963
- Onychiurus latus Gisin, 1956
- Onychiurus lenticularius Gisin, 1962
- Onychiurus macfadyeni Gisin, 1953
- Onychiurus meridiatus Gisin, 1952
- Onychiurus naglitschi Gisin, 1960
- Onychiurus nemoratus Gisin, 1952
- Onychiurus normalis Gisin, 1949
- Onychiurus ossarius Gisin, 1964
- Onychiurus papulosus Gisin, 1964
- Onychiurus parallatus Gisin, 1952
- Onychiurus penetrans Gisin, 1952
- Onychiurus procampatus Gisin, 1956
- Onychiurus prolatus Gisin, 1956
- Onychiurus prolatus conlatus Gisin, 1962
- Onychiurus prolatus prolatus Gisin, 1956
- Onychiurus prolatus trilatus Gisin, 1963
- Onychiurus pseudogranulosus Gisin, 1951
- Onychiurus pseudostachianus Gisin, 1956
- Onychiurus pseudovanderdrifti Gisin, 1957
- Onychiurus pulvinatus Gisin, 1954
- Onychiurus quadrisilvarius Gisin, 1962
- Onychiurus raxensis Gisin, 1961
- Onychiurus scotarius Gisin, 1954
- Onychiurus silvarius Gisin, 1952
- Onychiurus spinularius Gisin, 1952
- Onychiurus subarmatus Gisin, 1957
- Onychiurus subcancellatus Gisin, 1963
- Onychiurus subcirculans Gisin, 1962
- Onychiurus subcribrosus Gisin, 1957
- Onychiurus sublatus Gisin, 1957
- Onychiurus sublegans Gisin, 1960
- Onychiurus subnemoratus Gisin, 1957
- Onychiurus subuliginatus Gisin, 1956
- Onychiurus s-vontoernei Gisin, 1957
- Onychiurus tetragrammatus Gisin, 1963
- Onychiurus tricampatus Gisin, 1956
- Onychiurus trinotatus Gisin, 1961
- Onychiurus triparallatus Gisin, 1960
- Onychiurus trisilvarius Gisin, 1962
- Onychiurus trivontoernei Gisin, 1957
- Onychiurus uliginatus Gisin, 1952
- Onychiurus vanderdrifti Gisin, 1952
- Onychiurus vercorarius Gisin, 1963
- Onychiurus vontoernei Gisin, 1957
- Orchesella frontimaculata Gisin, 1946
- Proisotoma curva Gisin, 1949
- Proisotoma dottrensi Gisin, 1949
- Proisotoma revilliodi Gisin, 1949
- Proisotoma scapellifera Gisin, 1955
- Proisotoma subarctica Gisin, 1950
- Proisotoma variabilis Gisin, 1949
- Proturentomon montanum Gisin, 1945
- Pseudachorutes corticicola f. globulisetosa Gisin, 1944
- Pseudosinella anderseni Gisin, 1967
- Pseudosinella astronomica Gisin & da Gama, 1970
- Pseudosinella aueri Gisin, 1964
- Pseudosinella balazuci Gisin & da Gama, 1969
- Pseudosinella barcelonensis Gisin & da Gama, 1969
- Pseudosinella caladairensis Gisin & da Gama, 1970
- Pseudosinella carthusiana Gisin, 1963
- Pseudosinella cassagnaui Gisin & da Gama, 1970
- Pseudosinella centralis Gisin & da Gama, 1969
- Pseudosinella concii Gisin, 1950
- Pseudosinella dallaii Gisin & da Gama, 1970
- Pseudosinella decepta Gisin & da Gama, 1969
- Pseudosinella denisi Gisin, 1954
- Pseudosinella dobati Gisin, 1965
- Pseudosinella dodecophtalma Gisin & da Gama, 1969
- Pseudosinella dodecopsis Gisin & da Gama, 1969
- Pseudosinella dodecopsis caerulea Gisin & da Gama, 1970
- Pseudosinella dodecopsis dodecopsis Gisin & da Gama, 1969
- Pseudosinella edax Gisin, 1967
- Pseudosinella efficiens Gisin & da Gama, 1969
- Pseudosinella encrusae Gisin & da Gama, 1969
- Pseudosinella feneriensis Gisin, 1962
- Pseudosinella gamae Gisin, 1967
- Pseudosinella goughi Gisin & da Gama, 1972
- Pseudosinella huescensis Gisin & da Gama, 1969
- Pseudosinella illiciens Gisin, 1967
- Pseudosinella imparipunctata Gisin, 1953
- Pseudosinella impediens Gisin & da Gama, 1969
- Pseudosinella infernalis Gisin, 1964
- Pseudosinella infrequens Gisin & da Gama, 1969
- Pseudosinella insubrica Gisin & da Gama, 1969
- Pseudosinella intemerata Gisin & da Gama, 1969
- Pseudosinella jeanneli Gisin & da Gama, 1971
- Pseudosinella ksenemani Gisin, 1944
- Pseudosinella lunaris Gisin & da Gama, 1970
- Pseudosinella melatensis Gisin & da Gama, 1969
- Pseudosinella octophthalma Gisin & da Gama, 1970
- Pseudosinella oxybarensis Gisin & da Gama, 1969
- Pseudosinella praecipiens Gisin, 1967
- Pseudosinella problematica Gisin & da Gama, 1971
- Pseudosinella racovitzai Gisin & da Gama, 1971
- Pseudosinella recipiens Gisin, 1967
- Pseudosinella salisburgiana Gisin & da Gama, 1969
- Pseudosinella stompi Gisin & da Gama, 1970
- Pseudosinella strinatii Gisin, 1952
- Pseudosinella subdobati Gisin & da Gama, 1970
- Pseudosinella subduodecima Gisin & da Gama, 1970
- Pseudosinella subefficiens Gisin & da Gama, 1970
- Pseudosinella subinflata Gisin & da Gama, 1969
- Pseudosinella substygia Gisin & da Gama, 1969
- Pseudosinella superduodecima Gisin & da Gama, 1970
- Pseudosinella superoculata Gisin & da Gama, 1969
- Pseudosinella terricola Gisin, 1967
- Pseudosinella theodoridesi Gisin & da Gama, 1969
- Pseudosinella vandeli alpina Gisin, 1950
- Pseudosinella vandeli meridionalis Gisin, 1964
- Pseudosinella vandeli praealpina Gisin, 1964
- Pseudosinella vandeli relicta Gisin, 1964
- Pseudosinella vertamicoriensis Gisin, 1963
- Pseudosinella vornatscheri Gisin, 1964
- Schaefferia atlantea Gisin, 1952
- Schaefferia spelicola Gisin, 1964
- Seira saxatilis Gisin & da Gama, 1962
- Sminthurides quinquelineatus Gisin, 1943
- Sminthurinus alpinus Gisin, 1953
- Sminthurinus domesticus Gisin, 1963
- Sminthurinus flammeolus Gisin, 1957
- Sminthurinus gamae Gisin, 1963
- Sminthurinus lawrencei Gisin, 1963
- Tetracanthella brevempodialis Gisin, 1963
- Tetracanthella cassagnaui Gisin, 1962
- Tetracanthella strenzkei Gisin, 1949
- Tomocerus mixtus Gisin, 1961
- Tullbergia adulta Gisin, 1944
- Tullbergia crassicuspis Gisin, 1943
- Tullbergia novemspina Gisin, 1963
- Tullbergia ramicuspis Gisin, 1953
- Tullbergia simplex Gisin, 1958
- Xenylla acauda Gisin, 1947